# Hôtel d'Inguimbert
L'Hôtel d'Inguimbert, est un hôtel particulier, à Valréas, dans le département de Vaucluse, du nom de Joseph-Dominique d'Inguimbert, évêque de Carpentras. 

## Histoire
La façade, la tourelle d'escalier et le vestibule sont classés au titre des monuments historiques depuis 11 juillet 1975.